# 토마스 켐머리히
토마스 카를 레오나르트 켐머리히(독일어: Thomas Karl Leonard Kemmerich, 1965년 2월 20일 ~ )는 독일 자유민주당 소속 정치인으로, 2020년 2월 5일부터 3월 4일까지 튀링겐주 총리를 역임했다. 단 28일간 재임한 그는 독일 역사상 최단기 주총리이다.
그는 바덴뷔르템베르크주 총리를 지낸 라인홀트 마이어 이후 두 번째 자민당 출신 주총리이기도 하다.

## 역대 선거 결과
| 선거명      | 직책명          | 대수 | 정당       | 득표율 | 득표수 | 결과 | 당락               |
| ----------- | --------------- | ---- | ---------- | ------ | ------ | ---- | ------------------ |
| 2019년 선거 | 튀링겐의 주총리 | 6대  | 자유민주당 | 50.00% | 45표   | 1위  | 튀링겐 주총리 당선 |